# راجندرا سينغ
راجندرا سينغ (ولد في 6 أغسطس 1959) معروف بالمحافظة على البيئة المائية من منطقة الوار ، راجستان في الهند. و المعروف أيضا باسم "الملاح الهندي"، حصل على جائزة استوكهولم للمياه، وهي جائزة المعروفة باسم جائزة نوبل للمياه في عام 2015. كما انه حصل على جائزة رامون ماجسايساى لقيادة المجتمع في عام 2001 لعمله الرائد في المجتمع وجهوده المستندة في حصاد المياه وإدارة المياه. كما انه يدير منظمة غير حكومية تعرف بمنظمة تارون بهارات سانغ (TBS) التي تأسست في عام 1975. مقرها في قرية كيشوري في Thanagazi بالقرب من ساريسكا تايجر ريزيرف والتي كانت عاملا حاسما في مكافحة البيروقراطية البطيئة، وبهذا ساعد القرويين على ان يتولوا إدارة المياه في منطقتهم شبه قاحلة حيث انها تقع بالقرب من صحراء ثار، من خلال استخدام صهاريج تخزين مياه الأمطار والتحقق من السدود وغيرها من التقنيات التي مهدت الطريق، وكذلك اجتازت اختبارات بدءا من قرية واحدة في عام 1985، على مر السنين وساعدة منظمته في بناء أكثر من 8600 مجمع وهياكل الحفاظ على المياه الأخرى لجمع مياه الأمطار في المواسم الجافة، وجلب المياه إلى أكثر من 1000 قرية وأحيت خمسة أنهار في ولاية راجاستان.
وهو واحد من أعضاء السلطة الوطنية في وزارة البيئة لنهر الجانج، ومشاريع سياحية في الهند، التي أنشئت في عام 2009، من قبل حكومة الهند باعتبارها سلطة التخطيط والتمويل والرصد وسلطة تنسيقية لنهر الغانج (جانجا)، بموجب الصلاحيات الممنوحة للهيئة بموجب قانون البيئة لعام 1986، وتم أختياره من قبل صحيفة الغارديان من بين قائمة أكثر 50 شخص من شأنهم انقاذ كوكب الأرض.

## روابط خارجية
- "The Rediff Interview/ Magsaysay Award winner Rajendra Singh". ريديف دوت كوم[الإنجليزية]. 15 أغسطس 2001. مؤرشف من الأصل في 2019-12-20.
- Rajendra Singh, Profile[وصلة مكسورة] at Tarun Bharat Sangh
- Ramon Magsaysay Award Citation (2001)
- Water man of Rajasthan

مقابلات
- Why "Gandhi of Water" Rajendra Singh Is Traveling the Length of the Ganges River treehugger
- An Interview with Rajendra Singh نسخة محفوظة 16 يوليو 2011 على موقع واي باك مشين.
- Hindi-language 15-minute video interview with Rajendra Singh on the Ganga Action Plan: part 1, part 2